# Rai Parlamento
Rai Parlamento è la testata giornalistica della Rai adibita all'informazione dal parlamento e più in generale dalle istituzioni della Repubblica Italiana. È diretta da Giuseppe Carboni.
Fino a gennaio 2007 la struttura era nota come Tribune e Servizi Parlamentari (abbreviato TSP), dopo che nel 1993 Tribuna politica e il Servizio Parlamentare furono unificati in un'unica testata.

## Programmi
I programmi della testata sono quotidiani e settimanali e vengono trasmessi sulle reti radiotelevisive di stato Rai 1, Rai 2 e Rai 3: dal TG Parlamento, che raccoglie l'eredità di rubriche storiche quali Oggi al Parlamento su Rai 1, che dal 1976 apparteneva al TG1, e Dal Parlamento del TG2 su Rai 2 (condotti da Italo Cicci, Giulio Colavolpe, Raffaele Garramone e Franco Piccinelli, coadiuvati da diversi speaker), a Sette giorni al Parlamento e Speciale Parlamento; le varie Tribuna politica e Tribuna elettorale, figlie di giornalisti come Jader Jacobelli, rubriche dedicate alla Regioni e all'Europa ed Il governo risponde dedicato al question time della Camera. Quando il Parlamento vota leggi importanti, i presidenti possono concedere la diretta televisiva.
Già successivamente alla riforma radiotelevisiva del 1975, furono varati dai Servizi Parlamentari Rai, i programmi dell'accesso nella fascia chiamata Spaziolibero.
A partire dal 9 maggio 2016 la testata inizia a trasmettere i propri programmi con il sistema digitale e per l'occasione vengono rinnovate la sigla e la grafica del telegiornale.

## Edizioni del TG Parlamento
Dal 21 gennaio 2019 il telegiornale va in onda alle:
- 8:55 circa su Rai 1 (fino al 28 ottobre 2022 alle 9:35 circa)
- 15:15 circa su Rai 3
- 18:00 circa su Rai 2

Precedentemente, il telegiornale andava in onda alle:
- 6:00 su Rai 1
- 1:05 su Rai 3
- 18:00 su Rai 2

Non va in onda nel mese di agosto in coincidenza con la pausa estiva del governo e del parlamento.

## Programmi di Rai Parlamento sulle reti Rai
| Programma          | Rete        | Note                                               |
| ------------------ | ----------- | -------------------------------------------------- |
| Spaziolibero TV    | Rai 3       | in onda dal lunedì al venerdì dalle 11 alle 11.10  |
| Spaziolibero RADIO | Rai Radio 1 | in onda ogni venerdì alle ore 23:45 circa          |
| TG Magazine        | Rai 3       | in onda dal martedì al sabato dall'1:05 all'1:15   |
| Settegiorni        | Rai 1       | in onda ogni sabato dalle 7:05 alle 8:00           |
| Punto Europa       | Rai 3       | in onda ogni sabato dalle 10:05 alle 10:40         |
| Punto Europa       | Rai 1       | in onda ogni lunedì dalle 6:00 alle 6:30 (replica) |

## Canali
Oltre alle edizioni inserite nei palinsesti, vi sono anche un canale radiofonico, Rai Gr Parlamento, che dal 2006 è diventato una testata vera e propria, diretta da Flavio Mucciante, e due canali televisivi satellitari, uno collegato con Palazzo Madama (Senato della Repubblica) a Roma, e l'altro da Palazzo Montecitorio (Camera dei Deputati), che trasmettono tutte le sedute del Parlamento.
Le attività della Presidenza della Repubblica sono invece seguite da una struttura autonoma, Rai Quirinale, che tra le altre mansioni ha la produzione radiotelevisiva del discorso di fine anno della prima carica dello Stato e degli eventi legati alle feste nazionali.
Il 9 marzo 2015 Gubitosi ha annunciato di voler lanciare un canale dedicato sul digitale terrestre; tale annuncio non ha poi avuto seguito.

## Direttori
| Direttore             | Periodo   | Ad interim |
| --------------------- | --------- | ---------- |
| Nuccio Fava           | 1993-1996 | No         |
| Angela Buttiglione    | 1996-2002 | No         |
| Anna La Rosa          | 2002-2006 | No         |
| Clemente Mimun        | 2006-2007 | No         |
| Giuliana Del Bufalo   | 2007-2010 | No         |
| Gianni Scipione Rossi | 2010      | Si         |
| Alberto Maccari       | 2010-2011 | Si         |
| Gianni Scipione Rossi | 2011-2016 | No         |
| Nicoletta Manzione    | 2016-2018 | No         |
| Antonio Preziosi      | 2018-2023 | No         |
| Giuseppe Carboni      | dal 2023  | No         |

## Loghi

19 gennaio 2007 - 18 maggio 2010
19 maggio 2010 - 18 settembre 2017
In uso dal 19 settembre 2017